# ФК «Трактор» Сталинград в сезоне 1941
Сезон 1941 — 6-й сезон для ФК «Трактор» в турнирах союзного уровня и четвёртый в главном дивизионе чемпионата СССР — группе «А». Сезон был прерван из-за начала Великой Отечественной войны. Успев сыграть 12 матчей из 28 запланированных, команда занимала 4-е место, повторяя свой лучший результат сезона 1939.

## Хронология событий

### Новый состав
После пяти лет кадровой стабильности команда в межсезонье потеряла 4-х футболистов, игравших в сезоне 1940 в стартовом составе. Ударная тройка нападающих Проворнов, Пономарёв, Проценко и центральный защитник Георгий Иванов были переведены в созданную команду класса «А» «Профсоюзы-1».
Главным тренером «Трактора» был назначен Александр Келлер, 30-летний выходец из семьи поволжских немцев, в 1938—1940 годах работавший играющим тренером команды класса «Б» «Торпедо» (Горький). Михаил Кириллов, руководивший «Трактором» во втором круге чемпионата 1940 года, стал вторым тренером.
Келлер привёз в «Трактор» из Горького защитника Сергея Плонского, в 1937 году сыгравшего два матча за московский «Спартак» и полузащитника Евгения Шпинёва. Из команды группы «Б» «Судостроитель» (Николаев) в Сталинград приехал левый полусредний Леонид Шеремет. Самым громким приобретением стал фланговый нападающий Сергей Папков из расформированного московского «Металлурга» — в 1938 году его включили в список 55 лучших футболистов СССР.

### Подготовка к сезону
Выездной учебно-тренировочный сбор «Трактор» по традиции провёл во второй половине марта в Евпатории, где команда тренировалась с 19 числа. Весна 1941 года выдалась аномально холодной, вместо привычной крымской погоды несколько раз выпадал снег, на тренировочном поле не выросла трава. Соседи «Трактора» по сбору команда «Стахановец» (Сталино) экстренно вернулась домой, сталинградцы же выполнили программу подготовки до конца.

### Чемпионат СССР
Новый тренер Александр Келлер в первых 6-ти турах выпускал вратарей по очереди, и против динамовцев Киева играл Усов. В центр защиты на место уехавшего в московские «Профсоюзы-1» Иванова был переставлен с левого фланга полузащиты Покровский. Главной перестановкой стал перевод в нападение защитника Матвеева, который сразу же забил прямым ударом с углового — вратарь Трусевич поймал мяч уже за линией ворот. Все матчи «Трактора» и «Динамо» (Киев), начиная с 1939 года, завершались победой гостей, и раз в год непременно со счётом 2:3. «Причиной этому превосходство техничных форвардов над защитой», — объяснял «Красный спорт».
Вторая игра прошла на грязном поле стадиона «Трактор» под дождём. У «Зенита» вёл распасовку впервые играющий после перехода из ленинградского «Динамо» Пётр Дементьев. В составе «Трактора» дебютировал 22-летний центрфорвард Виктор Шведченко. После его неожиданного перевода мяча с правого фланга на левый счёт открыл Матвеев, который едва не совершил хет-трик, но в одном эпизоде вратарь «Зенита» поспел за мячом, после удара в штангу катившимся по линии ворот. Обозреватели впервые отметили игру «Трактора» со сменой мест в нападении — эту тактическую новинку в 1940 году принёс в советский футбол тренер московского «Динамо» Борис Аркадьев.
В третьем матче против ленинградского «Спартака» единственный гол «Трактора» забил ещё один новичок, правый крайний Ханон Динер. «Трактор» пытался оформить его переход из Днепропетровска ещё перед сезоном 1940, но получил разрешение лишь год спустя. «Сильный и энергичный игрок, неоднократно прорывался к воротам „Спартака“. К сожалению, у Динера ещё слаба техника игры, неточен удар» — оценила 26-летнего дебютанта строгая «Сталинградская Правда». Динер забил за 10 минут до конца, но ещё через две минуты вратарь Ермасов, поймав мяч, посланный с углового, упал с ним в ворота после столкновения с защитником, 1:1.
В гостевой встрече 4-го матча против «Динамо» (Тбилиси) окончательно закрепившийся на позиции левого крайнего Матвеев оформил свой четвёртый гол в сезоне, хотя мог помочь команде выиграть, но пробил пенальти в штангу.
В следующих трёх домашних матчах сталинградцы добились ничьи с одинаковым счётом 1:1, проигрывая по ходу игры. Следующие две домашние встречи «трактористы» провели с разным успехом. Первую — с московским «Спартаком» проиграли 1:3, вторую — со спартаковцами Харькова выиграли 1:0.
В спаренных матчах в Москве сталинградцы два раза уходили от поражения сведя оба матча к ничьей 1:1, хотя в игре с «армейцами» могли и выиграть, реализуй пенальти Матвеев.

### Война
Весть о нападении нацистской Германии на Советский Союз застала «Трактор» в Донбассе, где футболисты готовились к встрече с командой «Стахановец». В день матча война шла уже вторые сутки, но об отмене состязания никто и не помышлял. Игра началась точно в назначенное время. Только стадион, по воспоминаниям Василия Ермасова, на этот раз не был заполнен, как бывало прежде, до отказа. Кое-где виднелись свободные места. Матч был зрелищным, то и дело возникали острые моменты. Всё шло как обычно. И лишь временами можно было увидеть то в линии атаки, то в линии обороны отдельных игроков, задравших голову к небу. Они следили за вражескими самолётами, пролетавшими над городом. «Трактор» победил со счётом 3:2, но это был единственный раз, когда сталинградцы после игры покидали поле молча, с опущенными головами. Этот матч стал последним в прерванном сезоне чемпионата СССР 1941 года. Чемпионат возобновится только в 1945 году, после победы над Германией.
Следующая игра по календарю должна была быть в Минске. «Трактор» дал туда телеграмму о приёме команды, но ответа сталинградцы не получили, ведь Белоруссия уже была в пламени сражений.
Возник вопрос — что делать? Прежде всего послали в Сталинград телеграмму следующего содержания: «Просим считать весь состав команды «Трактор» мобилизованными на фронт. Вместо Минска выезжаем в Москву для выяснения обстановки.» В отделе футбола Всесоюзного комитета физкультуры нам сообщили, что в связи с войной чемпионат прерван и нам нужно выехать в Сталинград, и там на месте решить, как лучше оказать помощь фронту. На тракторном заводе нам всем определили места, где требовались рабочие руки. Буквально из кабинета руководителей футболисты отправились в цеха и начали работать для фронта.Василий Ермасов
В 1942 году в Сталинграде наступили тяжёлые дни. Многие футболисты «Трактора» эвакуировались вместе с кадровыми рабочими завода. Они стали работать на Челябинском тракторном заводе. Но не все футболисты покинули город. В боевых рядах его защитников остались Сергей Плонский, Константин Беликов, Василий Ермасов, Леонид Шеремет, нападающий «Трактора» в 1937—1938 годах, Георгий Шляпин и другие, в том числе и футболисты других команд Сталинграда. Большинство из них стали участниками матча «На руинах Сталинграда». Команда «Трактор» собралась в 1944 году провела несколько матчей на кубок ВЦСПС и один матч в кубке СССР, в котором проиграла ЦСКА со счётом 0:5.

## Тренерский штаб
- Александр Келлер — старший тренер.
- Михаил Кириллов (по другим данным В. П. Кириллов) — тренер.

## Состав
| Игрок               | Год рождения | Бывший клуб                |         |         |         |
| Вратари             | Вратари      | Вратари                    | Вратари | Вратари | Вратари |
| ------------------- | ------------ | -------------------------- | ------- | ------- | ------- |
| Василий Ермасов     | 1913         | «Металлург» (Сталинград)   |         |         |         |
| Аркадий Усов        | 1914         |                            |         |         |         |
| Защитники           |              |                            |         |         |         |
| Константин Беликов  | 1909         | «Динамо» (Сталинград)      |         |         |         |
| Сергей Плонский     | 1913         | «Торпедо» (Горький)        |         |         |         |
| Николай Покровский  | 1911         | «Динамо» (Сталинград)      |         |         |         |
| Иван Тяжлов         | 1910         |                            |         |         |         |
| Полузащитники       |              |                            |         |         |         |
| Александр Григорьев | 1914         | «Металлург» (Сталинград)   |         |         |         |
| Александр Рудин     | 1914         | «Металлург» (Сталинград)   |         |         |         |
| Евгений Шпинёв      | 1914         | «Торпедо» (Горький)        |         |         |         |
| Нападающие          |              |                            |         |         |         |
| Ханон Динер         | 1915         | «Динамо» (Днепропетровск)  |         |         |         |
| Валентин Ливенцев   | 1914         | «Спартак» (Москва)         |         |         |         |
| Василий Макаров     | 1914         | «Динамо» (Харьков)         |         |         |         |
| Виктор Матвеев      | 1915         | «Металлург» (Сталинград)   |         |         |         |
| Сергей Папков       | 1909         | «Металлург» (Москва)       |         |         |         |
| Иван Серов          | 1915         | «Спартак» (Харьков)        |         |         |         |
| Виктор Шведченко    | 1918         | «Зенит» (Сталинград)       |         |         |         |
| Леонид Шеремет      | 1914         | «Судостроитель» (Николаев) |         |         |         |
| Михаил Яновский     | 1915         | «Сталь» (Днепропетровск)   |         |         |         |

## Трансферы
| Позиция | Игрок            | Клуб                       |
| ------- | ---------------- | -------------------------- |
| Защ     | Сергей Плонский  | «Торпедо» (Горький)        |
| ПЗ      | Евгений Шпинёв   | «Торпедо» (Горький)        |
| Нап     | Леонид Шеремет   | «Судостроитель» (Николаев) |
| Нап     | Сергей Папков    | «Металлург» (Москва)       |
| Нап     | Ханон Динер      | «Динамо» (Днепропетровск)  |
| Нап     | Василий Макаров  | «Динамо» (Харьков)         |
| Нап     | Виктор Шведченко | «Зенит» (Сталинград)       |

| Позиция | Игрок               | Клуб                   |
| ------- | ------------------- | ---------------------- |
| Защ     | Егор Борисов        |                        |
| Защ     | Георгий Иванов      | «Профсоюзы-1» (Москва) |
| ПЗ      | Сергей Колесников   |                        |
| Нап     | Александр Пономарёв | «Профсоюзы-1» (Москва) |
| Нап     | Василий Проворнов   | «Профсоюзы-1» (Москва) |
| Нап     | Сергей Проценко     | «Профсоюзы-1» (Москва) |
| Нап     | Александр Сапронов  |                        |
| Нап     | Борис Терентьев     |                        |

## Матчи
− Победа
 − Ничья
 − Поражение

### Товарищеские матчи
| 1941-04-14 Предсезонный | «Судостроитель» (Николаев) | –:– | «Трактор» | Николаев |

| 1941-04-24 Предсезонный | «Трактор»                                                                                                 | 4:2 | «Динамо» (Сталинград)          | Сталинград       |
| | 1:0 Виктор Матвеев 7′ · 2:1 Виктор Шведченко ? · 3:2 Валентин Ливенцев ? (пен.) · 4:2 Михаил Яновский 90′ |     | 1:1 Алексей Киреев ? · 2:2 ? ? | Стадион: Трактор |
| «Трактор»: ..., Рудин, Покровский, Серов, Григорьев, Ливенцев, Беликов, Яновский, Матвеев, Шведченко, ... «Динамо» (Сталинград): Свинцов, Киреев, ... | |     |                                |                  |

### Чемпионат СССР

#### Первый круг
| 1941-04-27 1 матч | «Трактор»                                                    | 2:3      | «Динамо» (Киев)                                                                 | Сталинград                                                          |
| | 1:0 Валентин Ливенцев 26′ (пен.) · 2:1 Валентин Ливенцев 45′ | Протокол | 1:1 Николай Балакин 32′ · 2:2 Владимир Онищенко 56′ · 2:3 Владимир Онищенко 60′ | Стадион: Металлург Зрителей: 6000 Судья: Вячеслав Моргунов (Москва) |
| «Трактор»: Усов, Беликов, Тяжлов, Григорьев, Покровский, Рудин, Ливенцев, Яновский (Папков), Макаров, Шеремет, Матвеев. «Динамо» (Киев): Трусевич, Клименко, Махиня, Глазков, Афанасьев, Садовский, Балакин, Шиловский, Щегодский, Матиас, Онищенко. На замену выходил: Скоцень. |                                                              |          |                                                                                 |                                                                     |

| 1941-05-3 2 матч | «Трактор»                                       | 2:1      | «Зенит» (Ленинград)       | Сталинград                                                   |
| | 1:0 Виктор Матвеев 37′ · 2:0 Виктор Матвеев 49′ | Протокол | 2:1 Борис Левин-Коган 65′ | Стадион: Трактор Зрителей: 3000 Судья: Кириллов (Сталинград) |
| «Трактор»: Ермасов, Беликов, Плонский, Григорьев, Покровский, Рудин, Ливенцев, Серов (Макаров, 46), Шведченко, Шеремет, Матвеев. · «Зенит» (Ленинград): Иванов, Медведев, Козинец, Ошенков, Бодров, Яблочкин, Степанов, Дементьев, Фёдоров, Коротков, Левин-Коган. На замену выходил: Чучелов. · Ливенцев (83'). |                                                 |          |                           |                                                              |

| 1941-05-11 3 матч | «Трактор»           | 1:1      | «Спартак» (Ленинград) | Сталинград                                                     |
| | 1:0 Ханон Динер 80′ | Протокол | 1:1 Виктор Смагин 82′ | Стадион: Трактор Зрителей: 7000 Судья: Виктор Архипов (Москва) |
| «Трактор»: Ермасов, Беликов, Тяжлов, Григорьев, Покровский, Рудин, Динер, Серов, Шведченко (В.Макаров, 46), Шеремет, Папков. «Спартак» (Ленинград): Симанович, Кузьмин, Россихин, Буднев, Аверин, Горбачёв, Ёлкин, Смагин, Ярцев, П.Макаров, Беспаленко. |                     |          |                       |                                                                |

| 1941-05-18 4 матч | «Динамо» (Тбилиси)     | 1:1      | «Трактор»              | Тбилиси                                        |
| | 1:0 Борис Пайчадзе 13′ | Протокол | 1:1 Виктор Матвеев 80′ | Стадион: Динамо Судья: Иван Привалов (Харьков) |
| «Динамо» (Тбилиси): Ткебучава, Пехлеваниди, Кикнадзе, Бердзенешвили, Фролов, Джорбенадзе, Джеджелава, Панюков, Пайчадзе, Гавашели, Бережной. · «Трактор»: Усов, Плонский, Тяжлов, Григорьев, Покровский, Рудин (Шпинёв), Динер, Серов, Макаров, Шеремет, Матвеев. · ??? (второй тайм) - Динер. · Нереализованный пенальти: Виктор Матвеев (27', штанга). |                        |          |                        |                                                |

| 1941-05-25 5 матч | «Трактор»            | 1:1      | «Профсоюзы-1» (Москва) | Сталинград                                                       |
| | 1:1 Сергей Папков 9′ | Протокол | 0:1 Пётр Ступаков 4′   | Стадион: Трактор Зрителей: 12 000 Судья: Виктор Архипов (Москва) |
| «Трактор»: Ермасов, Плонский, Тяжлов, Григорьев, Рудин (Шпинёв), Покровский, Папков, Серов, Макаров, Шеремет, Матвеев. «Профсоюзы-1» (Москва): Головкин, Громов, Рёмин, Маслов, Алякринский, Н.Ильин, Ратников, Степанов (Яковлев), Пономарёв, Лахонин, Ступаков. |                      |          |                        |                                                                  |

| 1941-05-28 6 матч | «Трактор»              | 1:1      | «Спартак» (Одесса)       | Сталинград                                                      |
| | 1:1 Виктор Матвеев 82′ | Протокол | 0:1 Александр Шацкий 30′ | Стадион: Трактор Зрителей: 8000 Судья: Михаил Дмитриев (Москва) |
| «Трактор»: Усов, Плонский, Тяжлов, Григорьев, Покровский, Шпинёв, Динер (Папков), Серов, Макаров, Шеремет, Матвеев. «Спартак» (Одесса): Набоков, Табачковский, Хейсон, Брагин, Лифшиц, Токарь, Доскалов, Щербаков (Борисевич), Васин, Орехов, Шацкий. |                        |          |                          |                                                                 |

| 1941-06-1 7 матч | «Трактор»              | 1:1      | «Динамо» (Ленинград)      | Сталинград                                                    |
| | 1:1 Леонид Шеремет 68′ | Протокол | 0:1 Анатолий Викторов 10′ | Стадион: Трактор Зрителей: 7000 Судья: Сергей Руднев (Москва) |
| «Трактор»: Ермасов, Беликов, Тяжлов, Плонский, Покровский, Рудин, Папков, Серов, Макаров, Шеремет, Матвеев. На замену выходил: Григорьев. «Динамо» (Ленинград): Василенко, Забелин, Сычёв, Алов, Лемешев, Вал.Фёдоров, Сазонов, Бизюков, А.Фёдоров, Викторов, Лотков. |                        |          |                           |                                                               |

| 1941-06-5 8 матч | «Трактор»         | 1:3      | «Спартак» (Москва)                                                         | Сталинград                                                |
| | 1:0 Иван Серов 6′ | Протокол | 1:1 Алексей Соколов 38′ · 1:2 Николай Морозов 53′ · 1:3 Павел Корнилов 58′ | Стадион: Трактор Зрителей: 9000 Судья: Г.Грицюк (Харьков) |
| «Трактор»: Усов (Ермасов, 46), Беликов, Тяжлов, Рудин, Плонский, Покровский, Папков (Динер), Серов, Макаров, Шеремет, Матвеев. «Спартак» (Москва): Леонтьев, Виктор Соколов, Василий Соколов, Малинин, Кочетков, Морозов, Габовский, Рязанцев, Гуляев, А.Соколов, Корнилов. |                   |          |                                                                            |                                                           |

| 1941-06-10 9 матч | «Трактор»                     | 1:0      | «Спартак» (Харьков) | Сталинград                                                |
| | 1:0 Виктор Матвеев 72′ (пен.) | Протокол |                     | Стадион: Трактор Зрителей: 4000 Судья: К.Терехов (Москва) |
| «Трактор»: Ермасов, Плонский, Беликов, Тяжлов, Рудин, Григорьев, Серов, Макаров, Ливенцев, Шеремет, В.Матвеев. «Спартак» (Харьков): Маховский, Чумбуридзе, Вас.Иванов, Рогозянский, Ищенко, Головин, Андреенко, Шкатулов, Грабарёв, Д.Матвеев, Нинуа. |                               |          |                     |                                                           |

| 1941-06-15 10 матч | «Красная Армия» (Москва)  | 1:1      | «Трактор»              | Москва                                                        |
| | 1:0 Леонид Карчевский 13′ | Протокол | 1:1 Виктор Матвеев 38′ | Стадион: Динамо Зрителей: 18 000 Судья: И.Аверкин (Ленинград) |
| «Красная Армия» (Москва): Никаноров, Пинаичев, Наумцев, Шлычков, Лясковский, Виноградов, Гринин, Карчевский, Щербаков, Николаев, Орехов. · «Трактор»: Усов, Беликов, Плонский, Григорьев, Рудин, Макаров, Папков, Серов, Ливенцев, Шеремет, Матвеев. На замену выходил: Яновский. · Нереализованный пенальти: Виктор Матвеев (вратарь). |                           |          |                        |                                                               |

| 1941-06-19 11 матч | «Динамо» (Москва)     | 1:1      | «Трактор»                        | Москва                                                      |
| | 1:0 Михаил Якушин 34′ | Протокол | 1:1 Валентин Ливенцев 56′ (пен.) | Стадион: Динамо Зрителей: 30 000 Судья: Т.Сошенко (Харьков) |
| «Динамо» (Москва): Кочетов, Радикорский, Киселёв, Блинков, Чернышёв, Палыска, Семичастный, Якушин, С.Соловьёв, Назаров, Бесков (Трофимов, 46). · «Трактор»: Ермасов, Беликов, Плонский, Григорьев, Рудин, Макаров, Папков, Ливенцев, Шеремет, Динер (Покровский, 72), Матвеев. · Нереализованный пенальти: Сергей Соловьёв (55', мимо). |                       |          |                                  |                                                             |

| 1941-06-24 12 матч | «Стахановец» (Сталино)                                   | 2:3      | «Трактор»                                                                 | Сталино                              |
| | 1:0 Георгий Бикезин 8′ (пен.) · 2:2 Григорий Несмеха 56′ | Протокол | 1:1 Виктор Матвеев 23′ · 1:2 Виктор Матвеев 49′ · 2:3 Александр Рудин 82′ | Стадион: Стахановец Зрителей: 10 000 |
| «Стахановец» (Сталино): Скрипченко, Мазанов, Бикезин, Смагин, Загрецкий, Красюк, Смыслов, Путятов, Наумов, Исаев, Несмеха. «Трактор»: Ермасов, Беликов, Плонский, Григорьев, Рудин, Тяжлов, Папков (Шведченко), Ливенцев, Шеремет, Покровский, Матвеев. |                                                          |          |                                                                           |                                      |

## Статистика

### Индивидуальная

#### Матчи и голы
| №. | Нац.      | Позиция | Игрок               | Всего | Всего | Чемпионат СССР | Чемпионат СССР |
| №. | Нац.      | Позиция | Игрок               | Игры  | Голы  | Игры           | Голы           |
| -- | --------- | ------- | ------------------- | ----- | ----- | -------------- | -------------- |
|    | Флаг СССР | Вр      | Василий Ермасов     | 8     | -9    | 8              | -9             |
|    | Флаг СССР | Вр      | Аркадий Усов        | 5     | -7    | 5              | -7             |
|    | Флаг СССР | Защ     | Сергей Плонский     | 10    | 0     | 10             | 0              |
|    | Флаг СССР | Защ     | Николай Покровский  | 10    | 0     | 10             | 0              |
|    | Флаг СССР | Защ     | Константин Беликов  | 9     | 0     | 9              | 0              |
|    | Флаг СССР | Защ     | Иван Тяжлов         | 9     | 0     | 9              | 0              |
|    | Флаг СССР | ПЗ      | Александр Рудин     | 11    | 1     | 11             | 1              |
|    | Флаг СССР | ПЗ      | Александр Григорьев | 11    | 0     | 11             | 0              |
|    | Флаг СССР | ПЗ      | Евгений Шпинёв      | 3     | 0     | 3              | 0              |
|    | Флаг СССР | Нап     | Леонид Шеремет      | 12    | 1     | 12             | 1              |
|    | Флаг СССР | Нап     | Виктор Матвеев      | 11    | 8     | 11             | 8              |
|    | Флаг СССР | Нап     | Василий Макаров     | 11    | 0     | 11             | 0              |
|    | Флаг СССР | Нап     | Иван Серов          | 9     | 1     | 9              | 1              |
|    | Флаг СССР | Нап     | Сергей Папков       | 9     | 1     | 9              | 1              |
|    | Флаг СССР | Нап     | Валентин Ливенцев   | 6     | 3     | 6              | 3              |
|    | Флаг СССР | Нап     | Ханон Динер         | 5     | 1     | 5              | 1              |
|    | Флаг СССР | Нап     | Виктор Шведченко    | 3     | 0     | 3              | 0              |
|    | Флаг СССР | Нап     | Михаил Яновский     | 2     | 0     | 2              | 0              |

#### Бомбардиры
| Имя               | Чемпионат СССР | Всего |
| ----------------- | -------------- | ----- |
| Виктор Матвеев    | 8              | 8     |
| Валентин Ливенцев | 3              | 3     |
| Ханон Динер       | 1              | 1     |
| Сергей Папков     | 1              | 1     |
| Иван Серов        | 1              | 1     |
| Александр Рудин   | 1              | 1     |
| Леонид Шеремет    | 1              | 1     |
| Итого             | 16             | 16    |

#### «Сухие» матчи
| Имя             | Чемпионат СССР | Всего |
| --------------- | -------------- | ----- |
| Василий Ермасов | 1              | 1     |
| Итого           | 1              | 1     |

Примечание: в данной таблице учитываются только полные матчи (без замен), в которых вратарь не пропустил голов.

### Командная

#### Турнирная таблица
| М  | Клуб                     | И  | В | Н | П | М     | ±М  | О  |
| -- | ------------------------ | -- | - | - | - | ----- | --- | -- |
| 1  | «Динамо» (Москва)        | 10 | 6 | 3 | 1 | 28−12 | +16 | 15 |
| 2  | «Динамо» (Тбилиси)       | 10 | 6 | 3 | 1 | 22−13 | +9  | 15 |
| 3  | «Динамо» (Ленинград)     | 11 | 5 | 4 | 2 | 20−11 | +9  | 14 |
| 4  | «Трактор» (Сталинград)   | 12 | 3 | 7 | 2 | 16−16 | 0   | 13 |
| 5  | «Стахановец» (Сталино)   | 11 | 6 | 0 | 5 | 13−13 | 0   | 12 |
| 6  | «Красная Армия» (Москва) | 9  | 5 | 1 | 3 | 15−13 | +2  | 11 |
| 7  | «Спартак» (Москва)       | 9  | 4 | 2 | 3 | 17−12 | +5  | 10 |
| 8  | «Динамо» (Киев)          | 9  | 4 | 2 | 3 | 16−14 | +2  | 10 |
| 9  | «Профсоюзы-2» (Москва)   | 10 | 3 | 4 | 3 | 11−10 | +1  | 10 |
| 10 | «Спартак» (Одесса)       | 10 | 3 | 2 | 5 | 16−22 | −6  | 8  |
| 11 | «Зенит» (Ленинград)      | 8  | 2 | 3 | 3 | 12−14 | −2  | 7  |
| 12 | «Спартак» (Ленинград)    | 9  | 1 | 4 | 4 | 8−16  | −8  | 6  |
| 13 | «Динамо» (Минск)         | 10 | 3 | 0 | 7 | 10−21 | −11 | 6  |
| 14 | «Спартак» (Харьков)      | 9  | 2 | 1 | 6 | 7−19  | −12 | 5  |
| 15 | «Профсоюзы-1» (Москва)   | 9  | 1 | 2 | 6 | 10−15 | −5  | 4  |

Примечание: турнир должен был проводиться в два круга, правила предусматривали 2 очка за победу, 1 за ничью, 0 за поражение.

#### Общая статистика
| Сыграно матчей                              | 12 (Чемпионат СССР)                                                  |
| Победы                                      | 3                                                                    |
| Ничьи                                       | 7                                                                    |
| Поражения                                   | 2                                                                    |
| Забито мячей                                | 16                                                                   |
| Пропущено мячей                             | 16                                                                   |
| Разница мячей                               | 0                                                                    |
| Пенальти: забитые/назначенные               | 3/5                                                                  |
| Пенальти соперника: пропущенные/назначенные | 1/2                                                                  |
| Предупреждения                              | ?                                                                    |
| Удаления                                    | ?                                                                    |
| Лучший счёт                                 | 3:2 (Г) против «Стахановец» (Сталино) — Чемпионат СССР, 24 июня 1941 |
| Худший счёт                                 | 2:3 (Д) против «Динамо» (Киев) — Чемпионат СССР, 27 апреля 1941      |
| «Сухие» матчи                               | 1                                                                    |
| Наибольшее число матчей                     | Леонид Шеремет (12 матчей)                                           |
| Лучший бомбардир                            | Виктор Матвеев (8 голов)                                             |

Примечание: в данной таблице не учитываются результаты товарищеских матчей.

#### Общая статистика по турнирам
| Турнир         | И  | В | Н | П | ЗМ | ПМ | ±М | ЖК | КК | О              |
| -------------- | -- | - | - | - | -- | -- | -- | -- | -- | -------------- |
| Чемпионат СССР | 12 | 3 | 7 | 2 | 16 | 16 | 0  | ?  | ?  | 13/24 (54,2 %) |
| Всего          | 12 | 3 | 7 | 2 | 16 | 16 | 0  | ?  | ?  | 13/24 (54,2 %) |